# Am Kirchberg 5

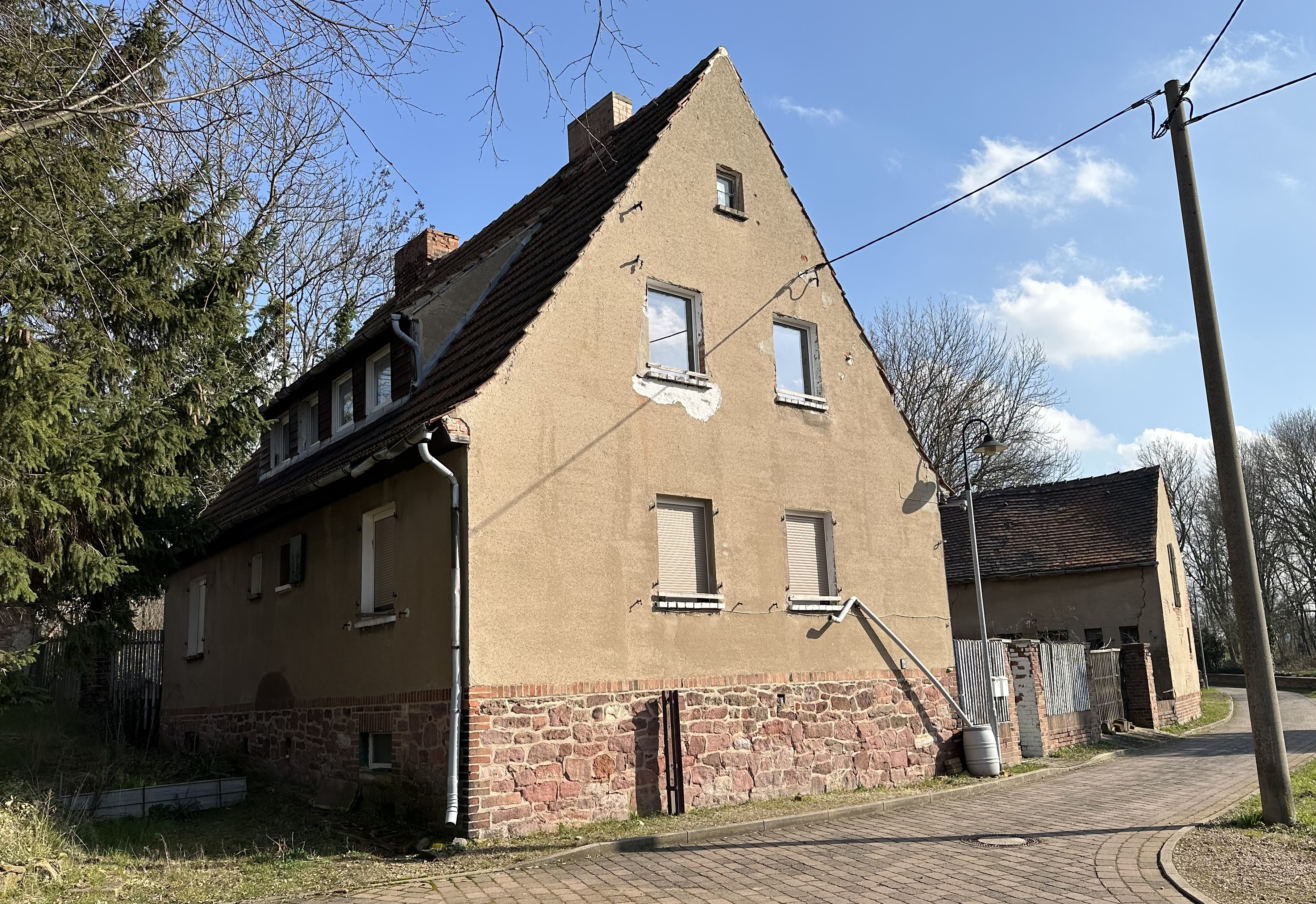
Am Kirchberg 5 im Jahr 2024

Das Gebäude Am Kirchberg 5 ist ein denkmalgeschütztes Wohnhaus im zur Stadt Wettin-Löbejün in Sachsen-Anhalt gehörenden Dorf Dalena.

## Lage
Das Haus steht im Ortszentrum von Dalena, westlich der Kirche St. Maria, südöstlich des Dorfplatzes.

## Architektur und Geschichte
Das eingeschossige verputzte Gebäude entstand in der Zeit um 1920/1930. Es steht auf einem hohen Sockel, giebelständig zur Straße. Bedeckt ist es von einem hohen, steilen, auf der Nordseite mit einer Gaube versehenen Satteldach.
Im Denkmalverzeichnis des Landes Sachsen-Anhalt ist das Wohnhaus unter der Erfassungsnummer 094 55101 als Baudenkmal verzeichnet. Die ursprüngliche Adressierung lautete Kirchberg 5.